# Potentilla turgaica
Potentilla turgaica là loài thực vật có hoa trong họ Hoa hồng. Loài này được Soják miêu tả khoa học đầu tiên.